# Pentawer

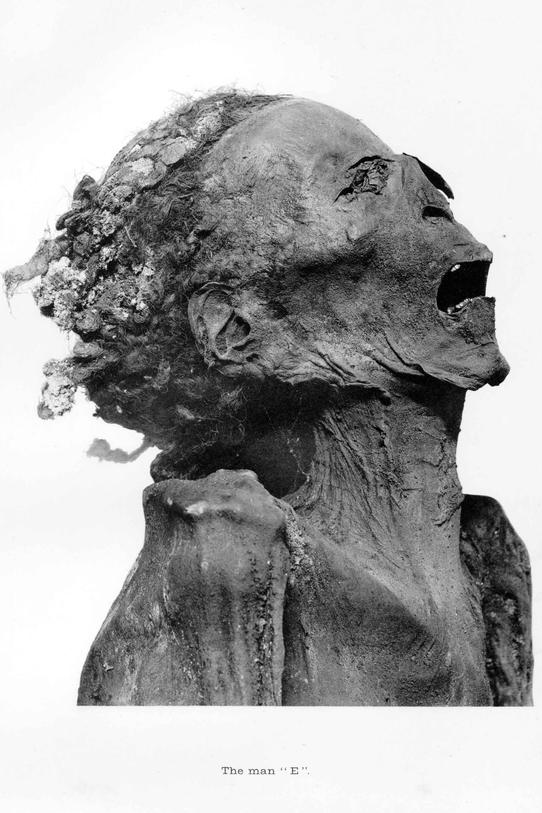
Kopf des "Unbekannten Mannes E", gefunden in DB320

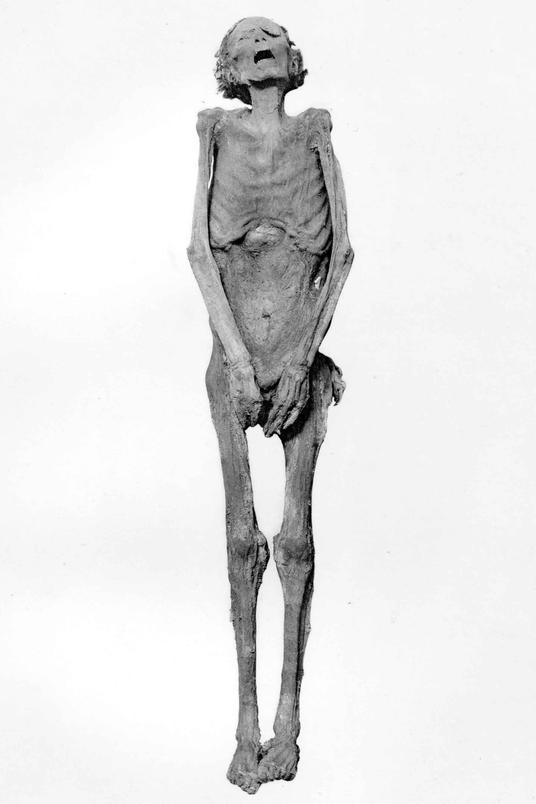
Mumie des „unbekannten Mannes E“, Ägyptisches Museum Cairo, CG 61098

Als Pentawer oder Pentawere(t) wird ein Sohn Ramses III. mit seiner Nebenfrau Tiye bezeichnet, welcher der Verschwörung gegen seinen Vater beschuldigt und dazu verurteilt wurde, sich das Leben zu nehmen.

## Name
Der eigentliche Name des Sohnes ist bewusst nicht überliefert worden. Die Richter verwendeten die Bezeichnung „Pentaweret“, „der jenen anderen Namen trug“. Die Unterdrückung der Namensnennung aufgrund seines Verbrechens wird als Damnatio memoriae (lateinisch für Verurteilung des Andenkens) bezeichnet.
Neuere DNA-Analysen weisen darauf hin, dass es sich bei der Mumie eines unbekannten Mannes (Unknown Man E) aus der Cachette von Deir el-Bahari (DB/TT320) um die Leiche des Pentawer handeln könnte.